# Bet Josef
Bet Josef (hebr. בית יוסף; ang. Beit Yosef) – moszaw położony w Samorządzie Regionu Emek ha-Majanot, w Dystrykcie Północnym, w Izraelu.

## Położenie
Moszaw Bet Josef jest położony na wysokości 230 metrów p.p.m. w intensywnie użytkowanej rolniczo Dolinie Bet Sze’an, będącej częścią depresji Rowu Jordanu. Na południe od moszawu przepływa rzeczka Jisachar, który ma swoje ujście w położonej około 1,5 km na wschodzie rzece Jordan. Rzeka Jordan stanowi granicę z Jordanią. Na zachód od moszawu znajduje się struma skarpa płaskowyżu Ramot Issachar (280 metrów n.p.m.). Na najwyższym wzgórzu wznoszą się ruiny zamku Belvoir. W jego otoczeniu znajdują się kibuce Newe Ur, Ma’oz Chajjim, Newe Etan, Chamadja i Sede Nachum, oraz moszaw Jardena. Po stronie jordańskiej jest wioska Wakkas.
Bet Josef jest położony w Samorządzie Regionu Emek ha-Majanot, w Poddystrykcie Jezreel, w Dystrykcie Północnym Izraela.

## Demografia
Większość mieszkańców moszawu jest Żydami:

## Historia
Pierwotnie w okolicy tej istniała arabska wioska Zaba. Została ona wysiedlona i zniszczona przez żydowskich żołnierzy Hagany w dniu 12 maja 1948 roku podczas wojny domowej w Mandacie Palestyny. Dużo wcześniej tutejsze grunty wykupiły od arabskich mieszkańców żydowskie organizacje syjonistyczne.
Grupa założycielska moszaw zawiązała się w 1935 roku. Byli to absolwenci żydowskiej szkoły rolniczej Mikwe Jisra’el. Moszaw został założony w dniu 9 kwietnia 1937 roku przez imigrantów z Polski, Rumunii i Niemiec. Była to typowa osada rolnicza, z obronną palisadą i wieżą obserwacyjną. Nazwano ją na cześć jednego z liderów ruchu syjonistycznego, Josefa Aaronowicza. Podczas I wojny izraelsko-arabskiej rejon moszawu odgrywał strategiczne znaczenie i był miejscem ciężkich walk. Irakijscy żołnierze usiłowali zdobyć moszaw, zostali jednak powstrzymani. W okresie tym ewakuowano z osady wszystkie kobiety i dzieci. Moszaw został poważnie zniszczony, i po 1949 roku mieszkańcy go opuścili. Po jakimś czasie została podjęta próba jego odbudowy, zakończyła się jednak niepowodzeniem. W 1951 roku osiedlili się tutaj imigranci z Kurdystanu i Iraku. Podczas wojny na wyczerpanie (1967–1970) moszaw był regularnie ostrzeliwany przez jordańską artylerię i jego mieszkańcy musieli spędzać wiele czasu w schronach. Na początku XXI wieku rozpoczęto rozbudowę moszawu, budując tutaj nowe domy mieszkalne.

## Kultura i sport
W moszawie znajduje się ośrodek kultury z biblioteką, basen kąpielowy, sala sportowa z siłownią, oraz boisko do piłki nożnej. Obiekty te są w większości wspólnie użytkowane z sąsiednim moszawem Jardena.

## Edukacja i religia
Moszaw utrzymuje przedszkole. Starsze dzieci są dowożone do szkoły podstawowej w kibucu Chamadja i szkoły średniej w kibucu Newe Etan. Moszaw posiada własną synagogę.

## Gospodarka i infrastruktura
Gospodarka moszawu opiera się na intensywnym rolnictwie. W szklarniach produkowane są przyprawy i warzywa. W moszawie jest przychodnia zdrowia, sklep wielobranżowy i warsztat mechaniczny.

## Transport
Z moszawu wyjeżdża się na zachód na drogę nr 90, którą jadąc na północ dojeżdża się do kibucu Newe Ur, lub jadąc na południowy wschód dojeżdża się do kibucu Chamadja i dalej do skrzyżowania z drogą nr 71 i miasta Bet Sze’an. Lokalna droga prowadzi na północny wschód do moszawu Jardena.

## Wojsko
Na południowy zachód od moszawu znajduje się baza wojskowa Sił Obronnych Izraela, w której prawdopodobnie mieszczą się wyrzutnie rakiet Chetz-2.